# Leucauge viridecolorata
Leucauge viridecolorata är en spindelart som beskrevs av Embrik Strand 1916. Leucauge viridecolorata ingår i släktet Leucauge och familjen käkspindlar.
Artens utbredningsområde är Jamaica. Inga underarter finns listade i Catalogue of Life.